# Ternopil
Ternopil (ukrainska: Терно́піль uttal (fil)), även Ternopol (från ryska: Тернополь) och tidigare, till 1944, Tarnopol (från polska) är en stad i Ukraina vid Dnjestrs biflod Seret. Den är huvudort i Ternopil oblast och har cirka 217 000 invånare.

## Historia
Ternopil var fordom fästning och erhöll stora privilegier av de polska kungarna. Fram till Polens delningar tillhörde orten Polsk-litauiska samväldet.
Före första världskriget var staden belägen i östra delen av det österrikiska kronlandet Galizien och Lodomerien, vid järnvägen mellan Lemberg och Odessa. 1910 hade staden omkring 33 871 invånare, därav omkring hälften judar. Den bedrev då livlig handel med spannmål och andra jordbruksprodukter, i synnerhet med hästar. Orten hade då ett jesuitkollegium, polskt och ruteniskt obergymnasium, högre realskola, lärarseminarier m.fl. läroverk.
Under första världskriget spelade Ternopil och Serets vidliggande avskärning en framstående roll i striderna mellan Centralmakterna och Kejsardömet Ryssland. Efter polsk-sovjetiska kriget 1919–1921 tillföll staden den nyupprättade andra polska republiken. När Polen delades mellan Nazityskland och Sovjetunionen i andra världskrigets första skede tillföll staden Ukrainska SSR enligt Molotov–Ribbentrop-paktens hemliga klausuler. Under den tyska ockupationen förintades större delen av staden judiska befolkning och när Ternopil återfördes till den ukrainska sovjetrepubliken 1945 tvångsförflyttades stadens polska befolkning.

## Utbildning
I Ternopil finns 30 skolor och 10 högre utbildningsanstalter.
Universiteten i Ternopil:
- West Ukrainian National University
- Ternopil National Medical University
- Ternopil Volodymyr Hnatiuk National Pedagogical University
- Ternopil Ivan Pul'uj National Technical University